# Ambler (Alaska)
Ambler (Ivisaappaat in lingua inuit) è una città di 321 abitanti nel Borough di Northwest Arctic in Alaska.

## Geografia e Clima
Ambler si trova sulla riva nord del fiume Kobuk vicino all'affluenza di questo con il fiume Ambler, poco al di fuori dei confini del Parco nazionale della Kobuk Valley. Dista 138 km a nord est dalla città di Kotzebue, a 30 km a nord ovest dalla città di Kobuk e circa 48 km dalla valle di Shungnak. Ambler è in una zona di clima continentale. Le temperature variano da 37 °C a -50 °C il fiume Kobuk è navigabile da giugno a metà ottobre. Ambler ha un clima subartico, con inverni lunghi, molto freddi ed estati brevi e calde. Le temperature invernali scendono spesso sotto i -40 °C, proprio come nella maggior parte all'interno dell'Alaska.

## Storia
La città porta il nome dell'omonimo affluente del fiume Kobuk, così chiamato in memoria del Dr. James M. Amber morto di fame dopo che la sua nave era rimasta intrappolata nei ghiacci artici nel 1881. Ambler è nato come insediamento nel 1958, quando famiglie dalle valli di Shungnak e Kobuk si spostarono in zona per la migliore varietà di pesce, selvaggina e legname. Un sito archeologico si trova presso Onion Portage a circa 20 km a est di Abler. L'ufficio postale è stato aperto nel 1963, mentre è diventata ufficialmente città nel 1971. La storia del profeta Maniilaq afferma che, in futuro, una grande balena sarebbe arrivata ad Ambler.

## Infrastrutture e trasporti
I principali mezzi di trasporto in città sono chiatte, aerei, piccole imbarcazioni e motoslitte. Non ci sono strade che collegano la città ad altre parti dello Stato. Esiste una pista di atterraggio in ghiaia a 2 km circa dalla città. La Bering Air, Hageland Aviation, Tanana Air Service e Warbelow's Air Ventures offrono regolari voli passeggeri. Le imbarcazioni sono utilizzate per lo più per viaggi fra i vari insediamenti della zona e per il trasporto merci.

## Economia
Pesca del salmone e la carne di renna sono le fonti di sostentamento più importanti della città. Cestini di betulla, pellicce, pelli, sculture in quarzo o giada sono venduti ai negozi di souvenir di tutto lo Stato.